# Moville
Moville (irl. Magh Bhille albo Bun an Phobail) – miasto w Irlandii, w hrabstwie Donegal nad zatoką Lough Foyle na półwyspie Inishowen. Mieszka tu 1481 osób (stan z 2011 roku).
W Moville działała do niedawna przystań dla łodzi rybackich, jednak od czasu otwarcia portu w pobliskim Greencastle liczba przypływających tu łodzi drastycznie spadła. W Moville odbywają się jednak coroczne regaty.
W XIX wieku (szczególnie w czasie wielkiego głodu) z portu Moville wyruszała duża liczba emigrantów do USA i Kanady.

## Krzyż Cooley i Skull House

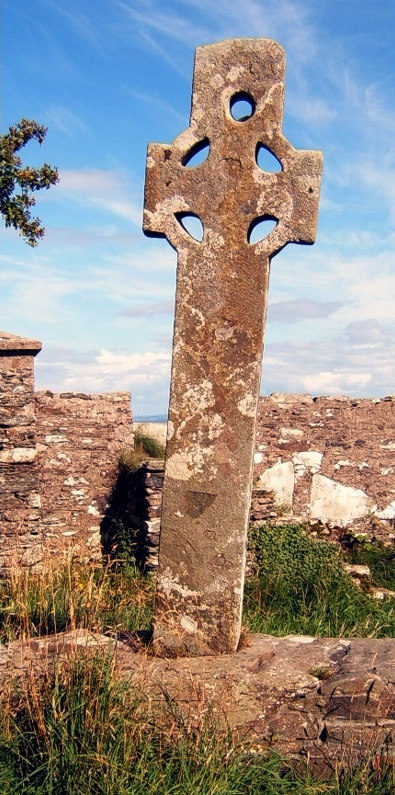
Krzyż Cooley

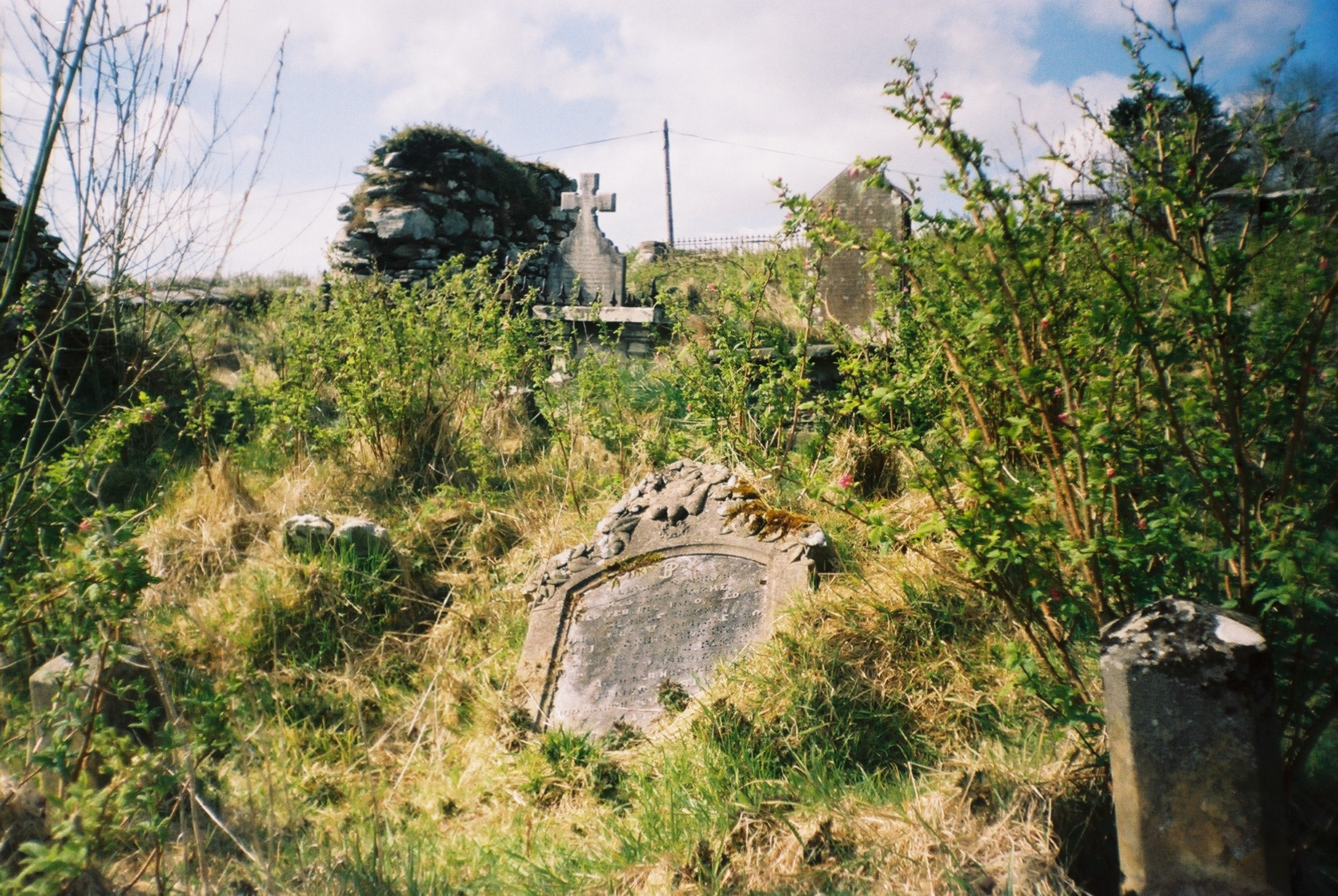
Cmentarz i pozostałości kościoła

Na obrzeżach miasta stoi kamienny, wczesnochrześcijański Krzyż Cooley (Cooley Cross). W jego górnym ramieniu wybity jest otwór, co może dowodzić wykucia krzyża z kamienia, który w czasach pogańskich służył do przypieczętowywania traktatów przez wzajemne uściśnięcie sobie dłoni ponad otworem przez przedstawicieli opozycyjnych stron (Święty Patryk przy krzewieniu chrześcijaństwa często wykorzystywał pogańskie święte miejsca i przedmioty dla zmniejszenia traumy związanej z nawróceniem). Krzyż stoi przy starym cmentarzu, otoczonym murami, brąniącymi niegdyś klasztoru założonego przez Świętego Patryka. W granicach cmentarza znajduje się także Skull House (Dom Czaszki), mający kształt ula. Była to pierwotnie kaplica, a następnie grobowiec, będący domniemanym miejscem spoczynku św. Finiana.
Klasztor założony przez Świętego Patryka przetrwał do XII wieku. W 1622 zbudowano w tym miejscu kościół, ale i on został zniszczony już w 1688 roku. Obecnie na terenie cmentarza znajdują się jego ruiny.
Chociaż krzyż i Skull House pochodzą z okresu wczesnego chrześcijaństwa, sam cmentarz jest dużo młodszy - zmarłych chowano tu jeszcze pod koniec XIX wieku, a najstarsze zachowane nagrobki pochodzą z pierwszej połowy wieku XVIII.